# Korpilahti

Ehemaliges Wappen von Korpilahti

Korpilahti [ˈkɔrpilɑhti] (schwed. Korpilax) ist eine ehemalige Gemeinde in Mittelfinnland und heute ein Teil der Stadt Jyväskylä.
Korpilahti liegt 30 Kilometer südlich der Kernstadt von Jyväskylä am Ufer des Päijänne, des zweitgrößten Sees Finnlands, inmitten der Finnischen Seenplatte. Die Gemeinde Korpilahti hatte eine Fläche von insgesamt 794,6 km². Der Päijänne teilt das ehemalige Gemeindegebiet Korpilahti in einen westlichen und einen östlichen Teil, die durch die Kärkistensalmi-Brücke verbunden werden. Insgesamt gibt es im Gebiet der ehemaligen Gemeinde rund 200 Seen, fast ein Viertel der Fläche ist von Wasser bedeckt. Die Einwohnerzahl von Korpilahti betrug zuletzt 5.061.
Korpilahti war ab 1691 eine Kapellengemeinde des Kirchspiels Jämsä, ab 1861 dann ein eigenständiges Kirchspiel. 1921 löste sich Muurame (samt Säynätsalo) aus der Gemeinde. Zum Jahresbeginn 2009 wurde Korpilahti gemeinsam mit der Landgemeinde Jyväskylä in die Stadt Jyväskylä eingemeindet, die dadurch mit ca. 130.000 Einwohnern zur siebtgrößten Stadt Finnlands aufstieg.
Einer der geodätischen Vermessungspunkte des zur Liste des Weltkulturerbes der UNESCO gehörenden Struve-Bogens liegt in Korpilahti auf der Anhöhe Oravivuori. Die Holzkirche von Korpilahti wurde 1827 erbaut, der freistehende Kirchturm stammt aus dem Jahr 1885.

## Bilder

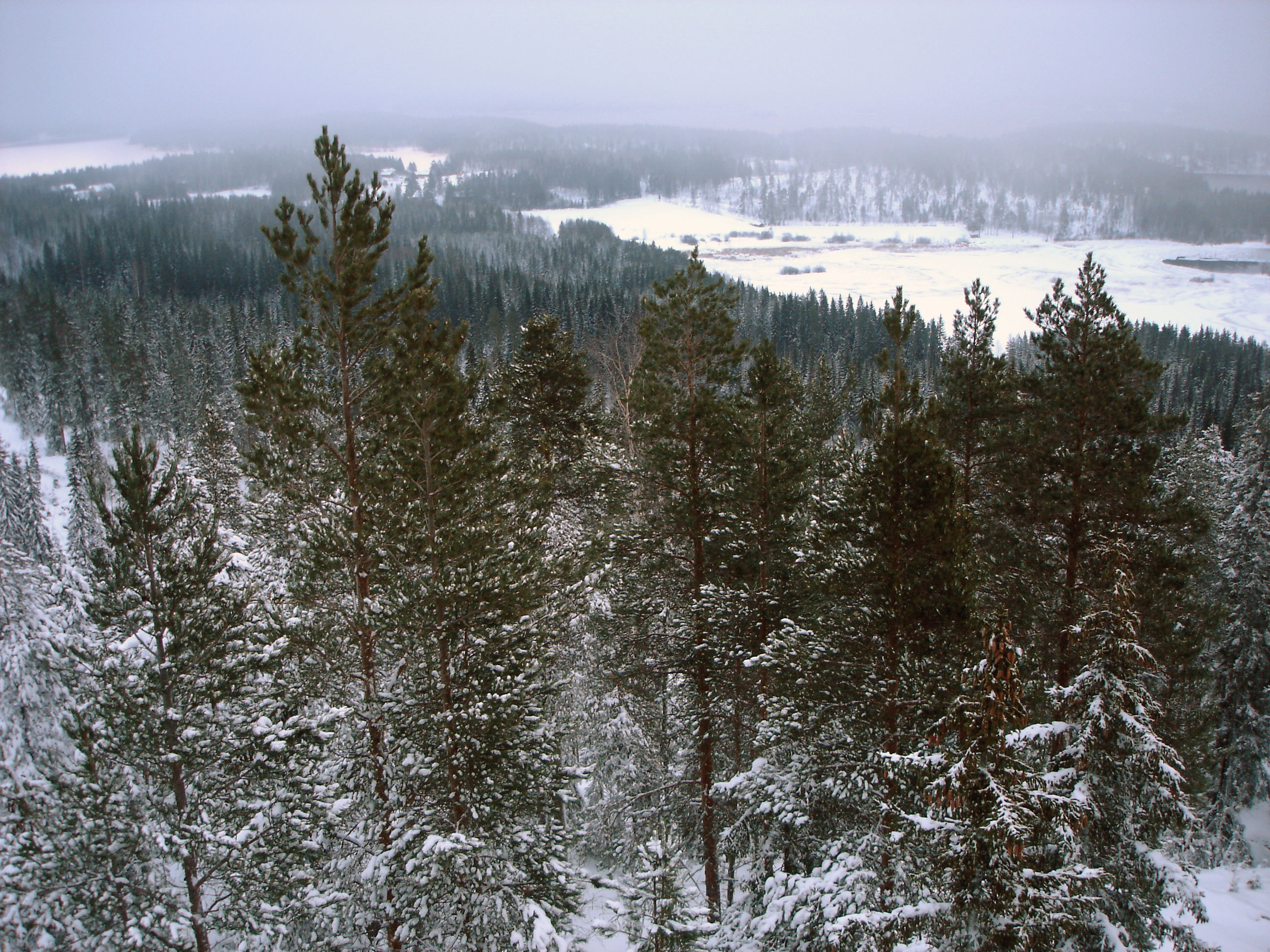
Korpilahti vom Oravivuori gesehen
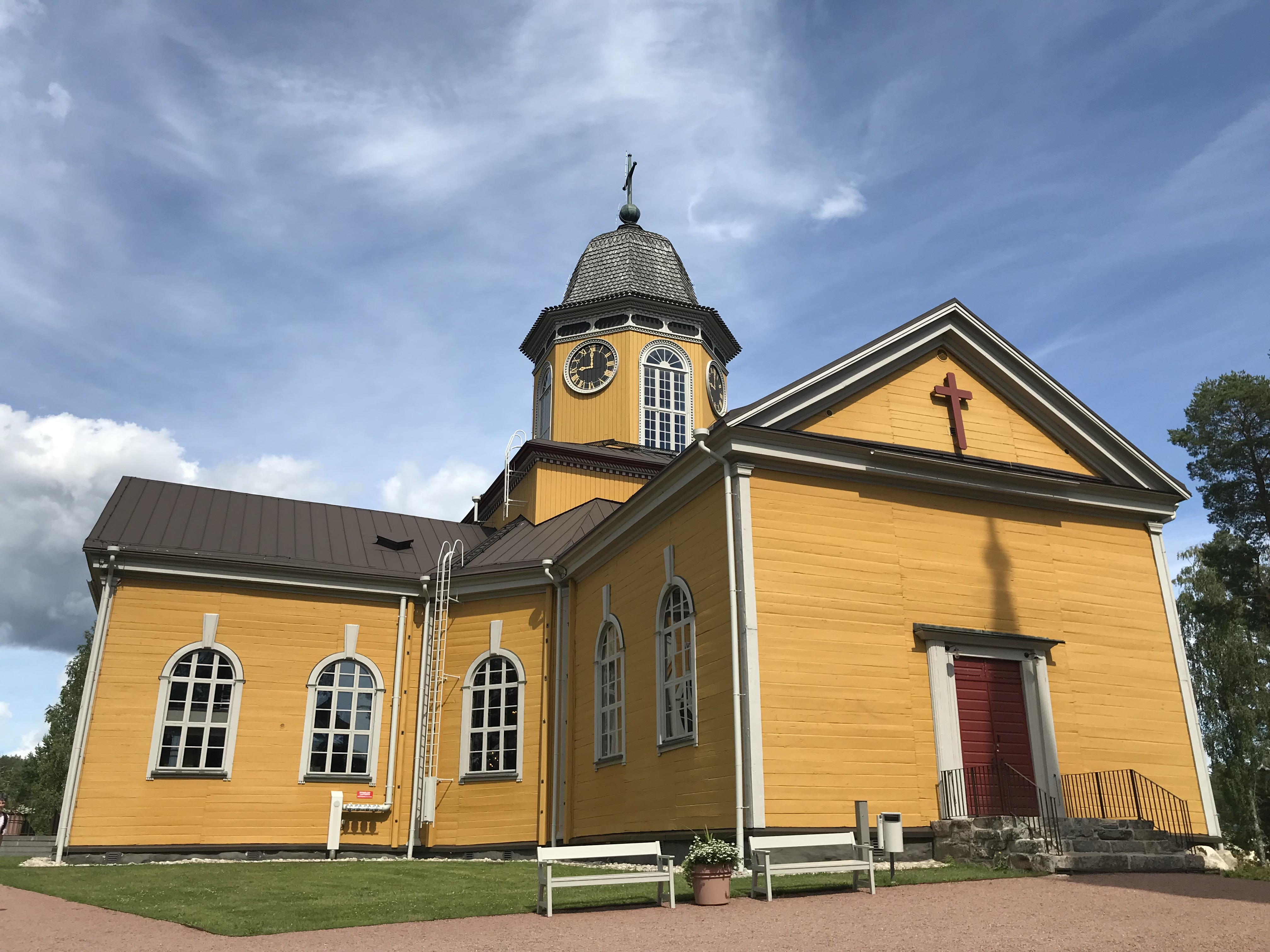
Holzkirche von Korpilahti
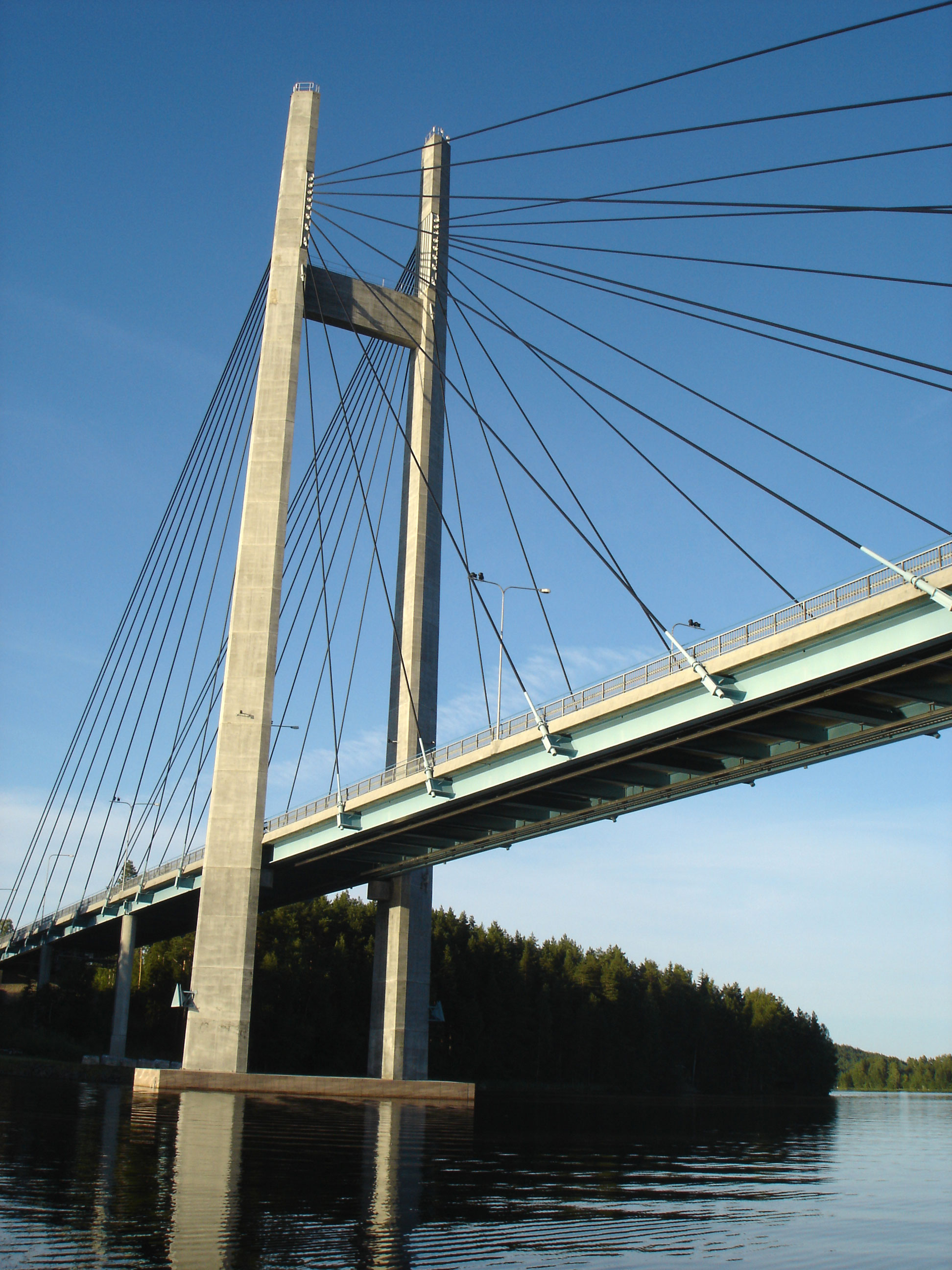
Die Kärkistensalmi-Brücke